# 박진원 (야구인)
박진원(朴鎭原, 1987년 3월 17일 ~ )은 KBO 리그 전 고양 원더스의 선수이다.

## 출신 학교
- 수유초등학교
- 신일중학교
- 신일고등학교